# عباس مصدق
عباس مصدق (۱۳۰۵ – ۱۰ آذر ۱۳۶۳) بازیگر رادیو، تئاتر و سینما و دوبلور ایرانی بود.

## زندگی‌نامه
او دیپلمه هنرستان صنعتی بود و از ۱۳۲۸ در تئاتر شروع به بازی کرد و در ۱۳۳۹ فعالیت خود در رادیو را آغاز کرد. در ۱۳۳۳ با بازی در فیلم نقل علی ساختهٔ پرویز خطیبی به بازیگری روی آورد و دو سال بعد در ۱۳۳۵ به دوبلهٔ فیلم پرداخت. او در سال‌های ۱۳۳۳ تا ۱۳۴۹ به بازیگری اشتغال داشت و در سال ۱۳۶۳ درگذشت.

## برخی از نمایش‌ها
اسکار، اسمال در نیویورک، بدگمان، بقیه از صفحه اول، پاکباخته، پلکان، دادنزن بیدار میشه، دختران واخورده، شاهزاده خانم تاتیانا، عروسی اعیان، عشق پیری، طلا و خاکستر، مرحوم آقا، مردی از آن دنیا، مرگ موش یا نوش جان، جان آقا

## فیلمشناسی
- کمربند زرین (۱۳۴۹)
- کاسب‌های محل (۱۳۴۸)
- سوغات فرنگ (۱۳۴۶)
- فردای باشکوه (۱۳۴۶)
- ول معطلی (۱۳۴۵)
- شیرمرد (۱۳۴۴)
- افسانه دهکده (۱۳۴۳)
- جاهل محل (۱۳۴۳)
- جاهل‌ها و ژیگول‌ها (۱۳۴۳)
- دختران با معرفت (۱۳۴۳)
- مادر فداکار (۱۳۴۲)
- مرد میدان (۱۳۴۲)
- ورپریده (۱۳۴۱)
- دختری فریاد می‌کشد (۱۳۴۰)
- علی واکسی (۱۳۴۰)
- اول هیکل (۱۳۳۹)
- دوستان یکرنگ (۱۳۳۹)
- بی‌ستاره‌ها (۱۳۳۸)
- دست تقدیر (۱۳۳۸)
- روزنه امید (۱۳۳۸)
- بیژن و منیژه (۱۳۳۷)
- دشمن زن (۱۳۳۷)
- قاصد بهشت (۱۳۳۷)
- بازگشت به زندگی (۱۳۳۶)
- بهلول (۱۳۳۶)
- ظالم بلا (۱۳۳۶)
- قزل ارسلان (۱۳۳۶)
- خورشید می‌درخشد (۱۳۳۵)
- فرزند گمراه (۱۳۳۴)
- عروس دجله (۱۳۳۳)
- نقل‌علی (۱۳۳۳)